# Odo von Deuil
Odo von Deuil (französisch Eudes oder Odon de Deuil) (* um 1110; † 8. April 1162) war ein französischer Benediktinermönch und Geschichtsschreiber.

## Leben
Odo war von einfacher Herkunft, wurde aber dennoch ein Vertrauter des Abtes Suger von Saint-Denis, des Regenten Frankreichs während König Ludwig VII. sich auf dem Zweiten Kreuzzug befand, und von Suger auch als Sekretär und Kaplan des Königs durchgesetzt.
Diese prestigeträchtige Aufgabe führte ihn ins Gefolge des Königs und damit 1147 auch auf den Zweiten Kreuzzug. Die Ergebnisse auf diesem Kreuzzug schrieb er in der Chronik „De profectione Ludovici in orientem“ nieder, mit der er die Nachwelt in die Lage versetzt, die Schwierigkeiten nachzuvollziehen, die auf diesem Kreuzzug auftraten.
Nach seiner Rückkehr vom Kreuzzug wurde er 1151 in der Nachfolge Sugers Abt von Saint-Denis.